# Zimbabwe ai Giochi della XXXII Olimpiade
Lo Zimbabwe ha partecipato ai Giochi della XXXII Olimpiade, che si sono svolte a Tokyo, Giappone, dal 23 luglio all'8 agosto 2021 (inizialmente previsti dal 24 luglio al 9 agosto 2020 ma posticipati per la pandemia di COVID-19) con cinque atleti, quattro uomini e una donna.
Si è trattato dell'undicesima partecipazione di questo paese ai Giochi estivi.

## Delegazione
| Sport            | Uomini | Donne | Totale |
| ---------------- | ------ | ----- | ------ |
| Atletica leggera | 1      | 0     | 1      |
| Canottaggio      | 1      | 0     | 1      |
| Golf             | 1      | 0     | 0      |
| Nuoto            | 1      | 1     | 1      |
| Totale           | 4      | 1     | 5      |

## Risultati

### Atletica leggera
| Q | Qualificato al turno successivo per la posizione in qualificazione                                                           |
| q | Qualificato per il turno successivo per ripescaggio o, negli eventi su campo, conquistando la misura minima per qualificarsi |

Maschile
Eventi su pista e strada
| Atleta              | Evento      | Preliminari | Preliminari | Batteria  | Batteria  | Semifinale      | Semifinale      | Finale          | Finale          |
| Atleta              | Evento      | Risultato   | Posizione   | Risultato | Posizione | Risultato       | Posizione       | Risultato       | Posizione       |
| ------------------- | ----------- | ----------- | ----------- | --------- | --------- | --------------- | --------------- | --------------- | --------------- |
| Ngonidzashe Makusha | 100 m piani | 10''32      | 1º Q        | 10''43    | 7º        | Non qualificato | Non qualificato | Non qualificato | Non qualificato |

### Canottaggio
| FA   | Qualificato in finale A (per le medaglie)     |
| FB   | Qualificato in finale B (non per le medaglie) |
| FC   | Qualificato in finale C (non per le medaglie) |
| FD   | Qualificato in finale D (non per le medaglie) |
| FE   | Qualificato in finale E (non per le medaglie) |
| FF   | Qualificato in finale F (non per le medaglie) |
| SA/B | Semifinali A/B                                |
| SC/D | Semifinali C/D                                |
| SE/F | Semifinali E/F                                |
| QF   | Qualificato ai quarti di finale               |
| R    | Ripescaggio                                   |

| Atleta               | Evento           | Batteria | Batteria  | Ripescaggio | Ripescaggio | Quarti   | Quarti    | Semifinali | Semifinali | Finale   | Finale    | Posizione finale |
| Atleta               | Evento           | Tempo    | Posizione | Tempo       | Posizione   | Tempo    | Posizione | Tempo      | Posizione  | Tempo    | Posizione | Posizione finale |
| -------------------- | ---------------- | -------- | --------- | ----------- | ----------- | -------- | --------- | ---------- | ---------- | -------- | --------- | ---------------- |
| Peter Purcell-Gilpin | Singolo maschile | 7'10"65  | 4º R      | 7'35"16     | 1º QF       | 7'37''97 | 6º S C/D  | 7'01''72   | 4º FD      | 7'03''85 | 2º        | 20º              |

### Golf
| Atleta        | Evento               | Round 1   | Round 2   | Round 3   | Round 4   | Totale | Totale | Totale     |
| Atleta        | Evento               | Punteggio | Punteggio | Punteggio | Punteggio | Totale | Par    | Classifica |
| ------------- | -------------------- | --------- | --------- | --------- | --------- | ------ | ------ | ---------- |
| Scott Vincent | Individuale maschile | 73        | 67        | 66        | 67        | 273    | -11    | 18º        |

### Nuoto
| Atleta        | Gara                        | Batterie | Batterie | Semifinali      | Semifinali      | Finale          | Finale          |
| Atleta        | Gara                        | Tempo    | Pos.     | Tempo           | Pos.            | Tempo           | Pos.            |
| ------------- | --------------------------- | -------- | -------- | --------------- | --------------- | --------------- | --------------- |
| Peter Wetzlar | 100 m stile libero maschili | 50"31    | 42º      | Non qualificato | Non qualificato | Non qualificato | Non qualificato |
| Donata Katai  | 100 m dorso femminili       | 1'02"73  | 34ª      | Non qualificata | Non qualificata | Non qualificata | Non qualificata |